# رود کانینگتون بروک
رود کانینگتون بروک (انگلیسی: Cannington Brook) رودی است که از Quantock Hills سرچشمه می‌گیرد و در کشور بریتانیا جاری است.